# Ignasi Ribas Garau
Ignasi Ribas Garau (Palma, 1943). Polític, jurista i activista cultural mallorquí.
El 1965 es llicencià en dret a la Universitat de Saragossa. Tornat a Mallorca, el 1968 ingressà en el PCE i fou un dels principals dirigents d'aquest partit a Mallorca. En el decenni dels setanta impulsà l'entitat Advocats Joves i defensà els detinguts per activitats clandestines. Participà en la formació de la Mesa Democràtica (1972-1974). Va ser candidat al Senat (1977) i al Congrés (1979). Formà part de la Comissió Mixta de Transferències entre el Govern espanyol i el Consell General Interinsular (1979-1979) i de la Comissió dels Onze (1980-1981), encarregada d'elaborar l'avantprojecte de l'Estatut d'Autonomia que va veure la llum el 25 de febrer de 1983 i es publicà l'1 de març. També va formar part de l'equip de juristes que redactà la reforma estatutària que es publicà el 2007.
Fou tinent de batle d'urbanisme de l'Ajuntament de Palma (1979-1982). Impulsà la rehabilitació del nucli antic de la ciutat i la redacció d'un nou pla d'ordenació urbana. Membre del sector renovador del partit, el 1982 abandonà el partit i el seu càrrec a l'ajuntament. Va ser president de l'Obra Cultural Balear. (1983-1987), impulsant la recepció dels mitjans de comunicació audiovisual en català. Ha estat professor de la Facultat de Dret de Palma (1973-1974) i president de l'Associació de Juristes de Balears (1990-1991). Ha col·laborat a la premsa local i ha publicat el llibre de poemes "Blavors a grises algues" (1983).
El divendres 15 de juliol del 2022, el Teatre Sindical de CCCOO (Palma) va acollir l’acte d’homenatge a Ignasi Ribas per la seva trajectòria com advocat, com a polític i com a activista cultural. A l'acte hi varen acudir representants de les quatre entitats organitzadores (EUIB, CCOO-IB, PCE-IB i OCB), i més d'un cent persones, entre amics i militants d'aquestes entitats. Al final de l'acte, Ignasi Ribas va rebre com obsequi i record de l'acte un quadre amb un cartell original de la manifestació 'Per l'Autonomia' del 29 d'octubre de 1977.

## Obra
- Blavors a grises algues. Palma: Promocions Editorials, 1983.